# ハーグ密使事件

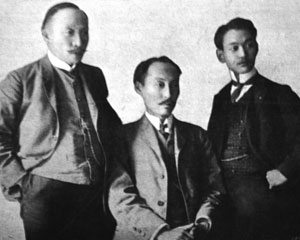
使いを担った三人：（左から）李儁、李相卨、李瑋鍾

ハーグ密使事件（ハーグみっしじけん）とは、1907年（明治40年）に、大韓帝国皇帝高宗がオランダのハーグで開催されていた第2回万国平和会議に3人の密使を送った事件。日本による朝鮮半島の権益を狙っていたロシアに招待されたことで第二次日韓協約によって日本に奪われていた自国の外交権回復を訴えようとするも、招待したはずのロシアが手のひらを返したため、参加国全てから拒絶され、逆に朝鮮半島の日本による管轄権が国際的に認められる場を作った結果になった。事件後、高宗は責任追及され退位し、内政権も法的にも失った。手のひらを返されて招待していないことにされたが、当初は日本の持っていた朝鮮半島管轄権を狙っていたロシアに公式招待されていたため、大韓民国では「ハーグ特使事件」と呼ぶ。

## 概要
日本は、1905年（明治38年）の第二次日韓協約によって大韓帝国の外交権を手にいれた。李容泰、沈相薫、金嘉鎮ら大韓帝国内の抗日派は、イギリス人ジャーナリストアーネスト・トーマス・ベッセルやアメリカ人宣教師ホーマー・ハルバートらと図り、さらに海外にいた李学均、李範晋らと連絡を取り合い、1907年6月、ハーグで開催されていた第2回万国平和会議に使いを派遣し、列強に大韓帝国の外交権保護（第二次日韓協約の無効）を訴えようとした。派遣されたのは李相卨（元議政府参賛）、李儁（前平理院検事）と李瑋鍾（前駐露公使館二等書記官、前駐露公使李範晋の次男）の3人である。
ハーグに到着した彼らは、デ・ヨング（De Jong）ホテルに投宿し、公然と活動を始めた。しかし会議に出席していた列強は、大韓帝国の外交権が日本にあること、大韓帝国の利益は条約によって日本政府が代表していることなどを理由に、三人の会議出席を拒絶した。出席を拒まれたため、やむなく抗議行動として現地でビラ撒きや講演会を行った。
日本は、万国平和会議の首席代表として派遣されていた都筑馨六特命全権大使がこの事件に対応した。また大阪毎日新聞から派遣されていた高石真五郎は連日、特派員電として現地の情勢を伝えた。この時、高石は日本人としてただ1人、彼らと面会している。
彼らは、具体的な成果を得ることはできなかった。そして、その一人である李儁は、7月14日にハーグにて客死した。責任を問われた高宗は子の純宗へ譲位した。同年7月24日に韓国統監の権限強化をうたった第三次日韓協約が締結された。この事件によって、大韓帝国は外交権に加えて、内政権も日本に接収されることになった。

## 経過
- 4月21日（22日とも）、李儁が京城を出発。高宗が与えたとされる委任状の日付は、1907年（光武11年）4月20日付。
- 5月8日、ハルバートが京城を出発。神戸、敦賀、ロシア帝国を経由してヨーロッパへ向かう[注釈 3]。
- 5月21日、李相卨と李儁が、車錫甫の息子と共にウラジオストクを出発。
  - 李相卨は前年4月に韓国を去り、北間島の私塾「瑞甸書塾」で子弟教育に従事していた。
- 6月4日、サンクトペテルブルクで李瑋鍾が合流。
- 6月15日、第2回万国平和会議がハーグにて開会。
- 6月19日、ベルリンにて、各国首席代表に宛てた主張文（「抗告詞」と呼ばれる）を印刷。
- 6月25日、李儁、李相卨と李瑋鍾がハーグに到着。
- 6月28日、「抗告詞」と付属文書を（日本を除く）会議参加各国委員に送る。同日付の非公式会議報『Courrier de la Conférence』紙に「抗告詞」が掲載される。
- 6月29日、会議議長を務めるロシア帝国主席代表ネリドフ伯（英語版）を訪問するが、面会を拒絶される。
- 6月30日、アメリカ、イギリス、フランス、ドイツの各国代表を訪ねるが、支援を拒否される。
- 7月1日、（会議開催国の）オランダ外務大臣に面会を求めるが、拒絶される。

- 7月4日、この日に高石が打電した記事において、未だ信任状を示していないとある[4]。
- 7月5日、この日に高石が打電した記事において、8日の演説（後述）を予告しつつ「平和会議に参加するの計画破れて、目下将来における運動方法を講じ居れる有様にて…」とある[5]。
- 7月8日、李瑋鍾が英国人ジャーナリストのウィリアム・トーマス・ステッド（William T.Stead）の紹介で、「国際主義の会」（Foundation for Internationalism）集会にて演説を行う。
- 7月9日、大阪毎日新聞が1面で「対韓処置断行の機-海牙における韓人の怪運動」と題して、日本政府と伊藤博文に厳格な対応を求める論説を掲載。
- 7月12日、李瑋鍾がサンクトペテルブルクに向けて出立。
- 7月13日、この日に高石が打電した記事において、李儁が悪性の腫物が顔面に出て、重患に陥ったとある[6]。
- 7月14日、夕刻、投宿先のホテルにて、李儁が死亡。
- 7月16日、李儁の仮埋葬が行われ、同行の李相卨とホテルの主人が参列。
- 7月18日、李瑋鍾がサンクトペテルブルクからハーグに戻る。
- 7月19日、李相卨と李瑋鍾がロンドンに向けハーグを出立。後、ニューヨークへ向かう。同日、ハルバートがニューヨークに到着。
- 9月6日、李儁の本葬が行われる。李儁の弟や大韓帝国の元外交官、友人、ハーグYMCA会長などが参列したという。
- 10月18日、第2回万国平和会議が閉会

## 委任状（親書）の偽造疑惑
前述のデ・ヨング（De Jong）ホテルには、皇帝高宗の「委任状」の写真が飾られている。これには「大皇帝」という文字の下に自筆署名と、その下に「皇帝御璽」の印が押されている。しかし、この署名や印について、イ・ヤンジェ（李儁烈士殉国100周年記念事業推進委員会総務理事）や印刻専門家のチョン・ビョンレ（古岩篆刻芸術院院長）は「偽造された可能性が高い」と指摘している。
ソウル大国史学科の李泰鎮は、「任務を口頭で伝え、後で書き入れるようにした委任状ではないか」と推測している。オランダ国立文書保管所の担当者によると「3人がハーグで皇帝の委任状を提示したという記録はまったく存在していない」と語っており、委任状の存在自体の確認が正式には取れない状態である。

### 親書の内容
事件に先立つ1907年1月16日、「大韓毎日申報」は前年ロンドン・トリビューン紙に掲載された、高宗の親書を転載する形で改めて報じた。その内容は次のようなものであった。
1. 1905年11月17日に日本使臣と朴斉純が締結した条約を認めていないし、国璽も押していない。
2. この条約を日本が勝手に頒布することに反対した。
3. 独立皇帝権をいっさい他国に譲与していない。
4. 外交権に関連した必要の無い条約は強制であり、内政に関連したものも全く承認していない。
5. 韓国統監の駐在を許しておらず、皇室権を外国人が行使することを寸毫たりとも許諾していない。
6. 世界各国が韓国外交権を共同で保護することを望む。